# Why Believe in You
Why Believe in You is een nummer van de Schotse band Texas uit 1991. Het is de eerste single van hun tweede studioalbum Mothers Heaven.
"Why Believe in You" gaat over een vrouw die zo verliefd is op haar vriend, dat ze, zoals ze zelf omschrijft, zich afvaagt "waarom ze nog in hem zou moeten geloven". Het nummer werd flopte in het Verenigd Koninkrijk met een 66e positie. In de Nederlandse Top 40 kende het nummer wel bescheiden succes, met een 33e positie.

## Tracklijst
- 7"

1. "Why Believe in You" - 4:08
2. "How It Feels" - 4:13